# Pulvinaria salicorniae
Pulvinaria salicorniae är en insektsart som beskrevs av Walter Wilson Froggatt 1915. Pulvinaria salicorniae ingår i släktet Pulvinaria och familjen skålsköldlöss. Inga underarter finns listade i Catalogue of Life.